# Branko Simčič
Branko Simčič, slovenski arhitekt, urbanist in umetnik, * 16. avgust 1912, Trst, Avstro-Ogrska, † 2011.
Simčič se je ukvarjal z urbanizmom, ob tem še z oblikovanjem in opremo knjig, plakatov in stanovanj.
Med NOB je oblikoval prve slovenske bankovce in grb Ljudske republike Slovenije zznačilno silhueto Triglava v sredi. Znak Osvobodilne fronte slovenskega naroda je oblikoval Edvard Ravnikar. Državni grb Slovenije se je razvil iz znaka OF. Že pred letom 1945 je izrisal načrte za poglobitev železnice v Ljubljani. Po vojni je nasprotoval gradnji podvozov v Šiški in za Bežigradom in zato ni več delal v ljubljanskem urbanizmu; aktiven je bil na Gorenjskem, kjer ni dovolil pozidave bregov Blejskega jezera, dokler je bil v aktivni službi. Leta 1959 je s sodelavci dobil Prešernovo nagrado za ureditev Gospodarskega razstavišča v Ljubljani. Izdelal je maketo rešitve, kjer je pokazal možnost ohranitve cerkve sv. Krištofa.
Druga pomembnejša dela:
- Gospodarsko razstavišče, Ljubljana (načrt celotne osnovne ureditve)
- Gospodarsko razstavišče, Hala A